# Crnogorski pokret
Crnogorski pokret je nestranačko udruženje u Crnoj Gori. Osnovano je 3. kolovoza 2015. u Podgorici.
Cilj je afirmiranje crnogorske vrijednosti i poticanje javnosti na zalaganje za poštovanje državnog autoriteta i očuvanje građanskog mira. Premda je ovo nestranačka organizacija, Pokret će se aktivno baviti i političkim životom u državi. Otvoren je za sve članove svih stranaka i organizacija koje dijele njegova programska načela Crnogorskog pokreta.
Želja je afirmirati vrijednosti koje Crnogorce čine osobenim i Crnogorcima, a Crnu Goru prijatnom za život.
Prva zadaća Pokreta je izrada velike Povelje kojom će definirati ciljeve i vrijednosti za koje će se zalagati a koju će ponuditi javnosti na potpisivanje. Za pripremu i pisanje ovog važnog dokumenta pozvani su javni i kulturni radnici i intelektualci.
Jedan od osnivača Crnogorskog pokreta je Stevo Vučinić.

## Vanjske poveznice
- Crnogorski pokret
- Facebook
- Wordpress
- NTV Montena: U Podgorici osnovan "Crnogorski pokret", izvještaj RTCG 3. kolovoza 2015.
- Crnogorski pokret Veoma važno saopštenje Crnogorskog pokreta